# Wallace Klippert Ferguson
Wallace Klippert Ferguson (Toronto, 1902 – 1983) è stato uno storico canadese.
Docente dal 1945 al 1956 alla New York University, nel 1933 pubblicò gli Opuscola Erasmi. È noto in particolar modo per la sua raccolta di saggi Studi sul Rinascimento (1963).